# کارلوس گومز (بازیکن فوتبال، زاده ۱۹۹۴)
کارلوس گومز (انگلیسی: Carlos Gómez؛ زادهٔ ۲۱ فوریهٔ ۱۹۹۴) بازیکن فوتبال اهل اسپانیا است.